# 港青基信書院
港青基信書院（こうせいきしんしょいん、英語：YMCA of Hong Kong Christian College、略称YHKCC）は、香港のランタオ島にある中学校で、香港教育局による直接助成金制度の対象校である。香港のキリスト教青年会（YMCA）が支援する最初の中学校でもある。
学費の低廉なインターナショナル・スクールとして知られる。国際的な学習環境と国際的なカリキュラムを提供する香港中学文憑受験資格の学校である。国際的な雰囲気の中で。学校の生徒の73％は40か国以上からの留学生で、教員の4割以上が海外出身である。

## 歴史
学校は2003年9月に設立された。これは、1901年設立以来、香港のYMCAが後援した最初の直接補助金によるキリスト教系中学校だった。
2009年には、新しい人工芝ピッチ、ランニングトラック、芝生フィールドが造成された。
2009 - 2011年度には、元学校長であったニック・ミラー博士が校長を務めた。ミラー博士の運営期間中、2010年にインターナショナルカリキュラムが学校に導入された。2011年に大規模なスクールコンサートが開催された。
香港教育証明書試験と香港上級レベル試験で構成されていたカリキュラムは、2012年に香港中学文憑（HKDSE）に置き換えられた。その年の卒業式では、学校の多様な文化、背景、言語、カリキュラムが政治家から高く評価された。同年12月に、初のインターナショナルファンフェアが開催された。
エイドリアン・プライス博士が2012-2013年度の初めから新しい校長に就任した。しかし、2013年5月、彼は突然私的な理由で辞任した。2013〜2014年度から、チェンディオンが校長に就任した。2013年5月、教育長官が学校を訪問し、特徴である国際的な雰囲気と教育スタイルを視察した。2013年6月、卒業式において新しい音楽ブロックが贈呈された
2014年11月3日、青衣運動場で行われた陸上競技会で、クロアチアとイギリスの4年生2人が大麻入りの焼き菓子を販売し、Facebook経由で連絡した学生に25香港ドルから35香港ドルで販売しました。少なくとも20を売り、HK$911.5を獲得しました。学生は販売についてのFacebookメッセージを見て、教師に話しました。警察官はバッグの中に22個のカップケーキと5個のチョコレートブラウニーを見つけました。逮捕された学生は、荃湾区裁判官の法廷で違法薬物取引の1件の罪で有罪を認め、10,000香港ドルの罰金を科されましたが、投獄されませんでした。
2016年9月、学校は男の子と女の子に新しい学校制服を提供しました。教師は、制服が間違っている生徒に注意するように言われています。間違った長さの靴下を履いている女の子は、学校のオフィスで何時間も待たされ、授業時間を逃します。彼らは学校の前でさえ背を向けられ、肌のインチを見せるために家に送られます。これにより、メディアは、学校が少女たちの教育を受ける権利を奪い、少女たちが足首を見せたことを恥じ、少年や教師の気を散らしたと非難したと信じるようになりました。教員は、この小さな規則を定期的に施行し、授業の準備や作成に使用できる時間とエネルギーを費やすように指示されています。
2018年、学校のSTEMクラブは、ロボット工学について一般向けおよび教育長官にデモをおこなった。
2019年、学校が英語の共学である私立小学校深水埗にある生徒1名が初めて入学した、九龍は香港YMCAによる学校ネットワークにも後援されており、新入生はすでに中国語の現地カリキュラムと算数・数学教育、国際カリキュラムの十分な教育を受けている。英語およびその他の科目、STEM教育、および学校での実践、イギリスの教育に対応することで学ぶ。2019年9月1日の抗議行動の後、東涌駅の危険な状況と交通渋滞の可能性に起因するかなりの不確実性のため、学校は学期の開始を翌日まで延期した。2019年-2020年香港民主化デモ中に、学校は11月に授業の再開を発表する通知を発行しました。サーキュラーは、ゲームとソーシャルネットワーキングプラットフォームが最近、支払いと引き換えにデモに参加するように学生を誘惑し、圧力をかけ、脅迫するために使用されていると述べています。学校は蘋果日報から、上記のニュースは教育局のスタッフから通知されたとの問い合わせを受け、スタッフは学校に保護者に注意を促すようにアドバイスしました。教育局は公的機関であり、校長が信頼しているため、情報の信憑性に疑問の余地はありません。
2020年、新型コロナウイルス感染症の流行により授業は一時停止され、学生は自宅学習に限定された。オンライン学習は、学校の全期間を通じてすべての科目で行われた。一時停止期間中、新型コロナウイルス感染症の詳細を説明するビデオが学校の科学科によって作成された。流行は学生の両親の生計を妨げているが、学校は来年度の授業料を減免するとした。学校は、修学旅行の目的で旅行代理店に700,000香港ドルを超える預金を支払うか、もしくは支払予定としていたが、すべて今年は中止される。しかし、香港政庁が海外のすべての国に渡航禁止を決定した際、旅行代理店と航空会社は学校に連絡して補償の取り決めについて話し合うことを主導した。IGCSEとGCEの試験は中止されたが、学校は学生のほとんどがその時点までに条件付きのオファーをすでに取得しているため、その後の教育への影響についてあまり心配していないと述べた。香港における2019年コロナウイルス感染症の流行状況が悪化したため、学校は2021年2月に教師がCOVID-19の検査を受けるよう手配し、旧正月後に生徒が学校に戻ることができるように学校全体のカリキュラムを変更しました。校長はすべての教師に試験の準備をするように言った。
2021年2月8日、チェンディオン校長は、今年度の終わりに英華書院に転校することを発表しました。副校長のダイアナ・ローが校長を務めます。

## キャンパス環境
学校はランタオ島内、東涌湾に位置する。

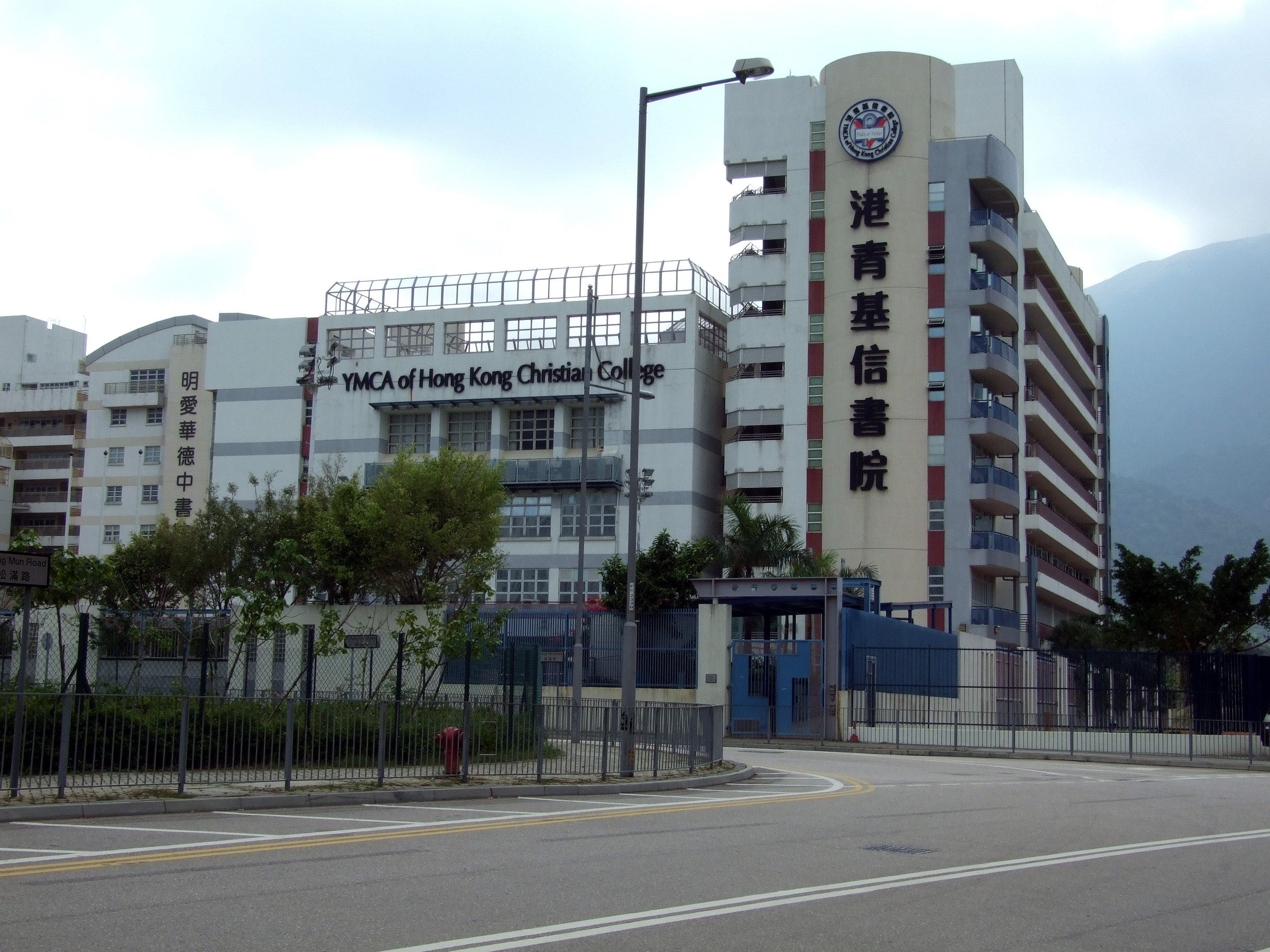
正門

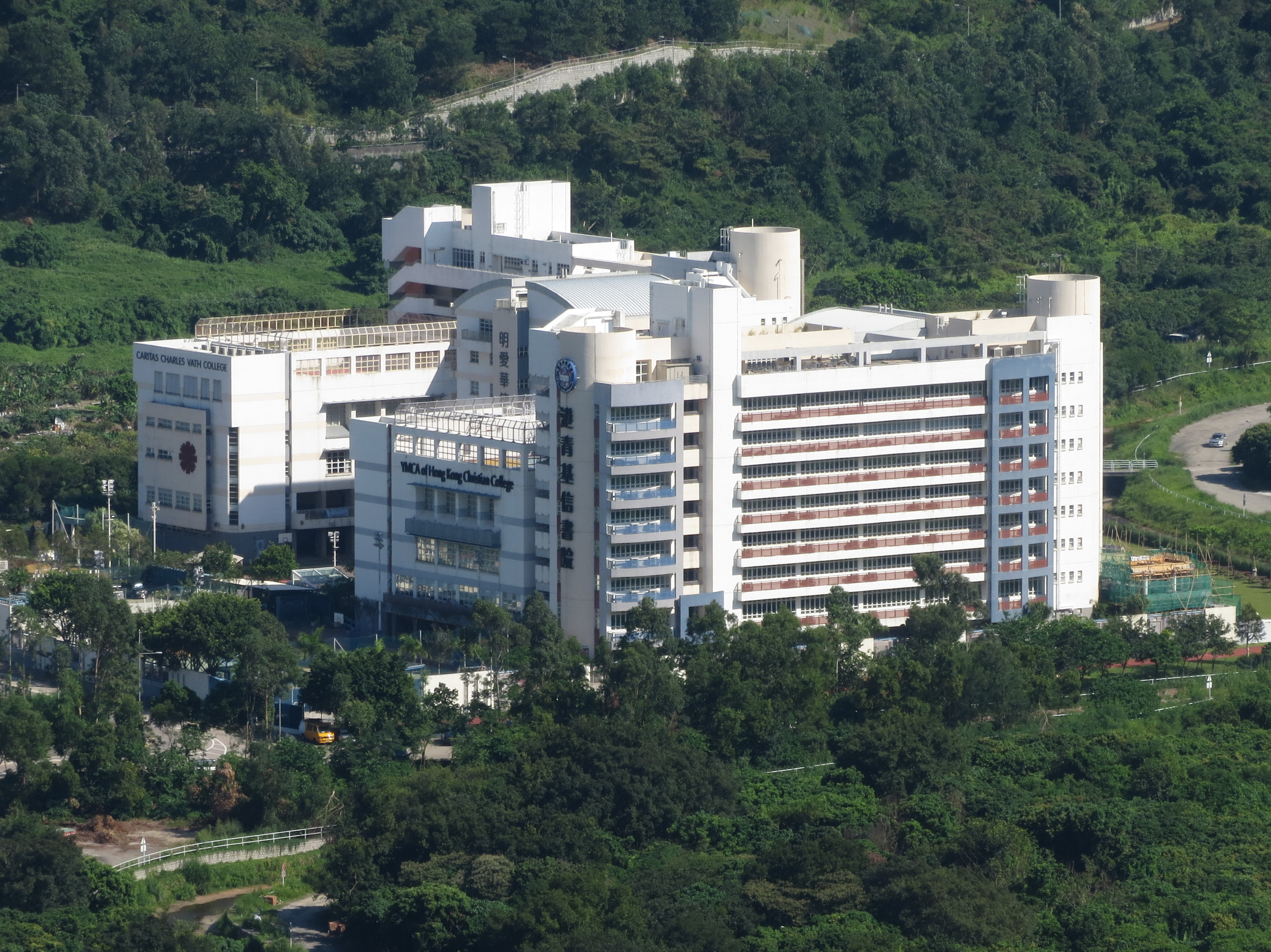
カントリーパークから見た学校の様子

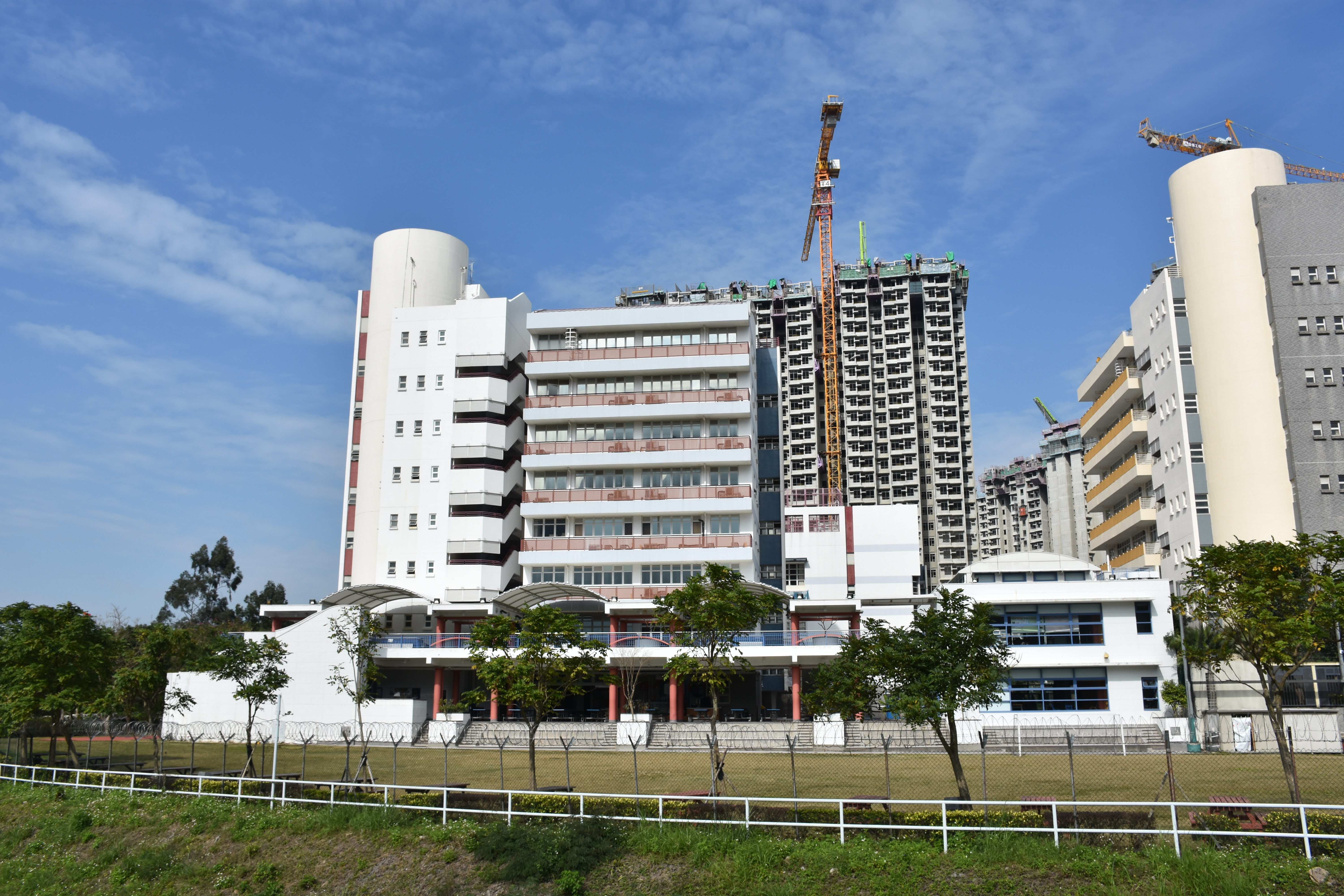
学校裏側のサッカーのフィールド

学校の面積は約15,000平方メートル。教室棟は8階建てで、2階から6階までの各階に6つの教室がある。共用施設として、ソデクソが運営するカフェテリアが1階、進路指導室と読書コーナーが2階、集会所が3階、図書館が8階にある。
特別教室として、2階にダンスルーム、3階に中国語の部屋、4階に家政学科室、5階から7階に4つの研究室、6階にと「トリニティ」という名称のブラックボックスシアターがある。7階にはSTEMハッカースペース、8階に美術室、屋上にフィットネスクラブがある。
「音楽ブロック」と呼ばれる独立した2階建てのビルがあり、工費は2600万香港ドルである。この建物は2つのスタジオで構成されている。
校舎以外にも、学校にはスポーツ施設が数多くある。たとえば、4レーンの100メートルの陸上トラック、走幅跳用サンドピット、バスケットボールコート、空調付きで全天候型の運動場や通常はサッカーのフィールドとして使用される芝生と芝生の多目的広場がある。

## 校章
外側の青い円は、完全性、生命全体の統一、および神の創造した秩序を表している。内側の円は友情と愛を表す。校是を記した本は、信仰と力を表す聖書である。赤い三角形は、三位一体とYMCA運動を表す。青いギリシア文字「Χ」と「ρ」は、キリストという言葉を表している。

## 学業

### 教育と学習
学部には、中国語と中国の歴史、英語、数学、科学、人文科学、経営、体育および視覚芸術が含まれる。
第二言語を除いて、学校の全科目は英語で教えられる。中国語はすべての学生を対象としており、クラスは学生の言語の背景に応じて複数の難易度に分かれる。通常カリキュラムの第2言語には、ほかにスペイン語とフランス語がある。
学校では、学校外のコンテストを開催するだけでなく、年間を通じて教室の外でさまざまな学習活動を提供している。広い範囲で選択可能な意義ある学習プロファイルの中から、学校は学生に対して柔軟に宿題を課している。活動の例としては、物理学のコーナー、化学のコーナー、サイエンスウィーク、ゲスト講師による年次のサイエンストークなど、教室外のキャンパスでの科学部門による体験学習活動などがある。革新的な学習活動は、理論とともに最新技術を学ぶために学生に与えられている。
研究のSTEM分野では、学校は学生の学習のために学校で最新技術の多くの機器を購入している。生物工学のワークショップは、科学を学ぶ学生のために学校によって提供されるこれは、香港の中学校ではあまり見られない。他のSTEM関連の装置は、天文学を学ぶための天体望遠鏡、メイカーズムーブメントと3D印刷を学ぶための6台の3Dプリンタ、および複数ブランド・型式のプログラミングロボットがある。
学校は香港と英国の両方のカリキュラムを提供している。香港のカリキュラムは、香港中等教育ディプロマ（HKDSE）で構成されている。英国のナショナルカリキュラムは、中等教育の国際一般証明書 （IGCSE）とGCE A / AS-Levelで構成されている。半数以下の生徒がGCEコースを受講し、残りの生徒はDSEコースを受講する。試験は年に2回行われる。
学生は優れたIGCSE結果を記録している。合格率は100％で、43％の学生がAからA *を達成し、80％の学生がC以上を達成した。卒業生の40％から50％は毎年大学に進学してさらに研究を進めており、そのほとんどが香港大学、香港中文大学、香港科技大学、ロンドン大学、ニューカッスル大学、グラスゴー大学、カーディフ大学、トロント大学およびブリティッシュコロンビア大学などで科学または工学を研究している。加えて、看護などの科学に関連する分野でも、卒業生は英語教師、フィットネスコーチ、サッカーコーチまたはホテルで働いている。

### クラス構成
学校には、インターナショナルスクールの7年生から12年生までの1 - 6学年がある。すべての学年に6つのクラスがあり、Y、M、C、A、H、およびKという名前が付けられている。たとえば、1Aや2Mなどがある。1 - 4年のクラスは約24 - 29人だが、5 - 6年のクラスは17 - 26人である。1年生の生徒の学費は2年間変わらない。3年生、および5年生に達したとき、それぞれ上乗せされる。
学校では、地元の学生と中国語を話さない学生を区別する目的での語学別（中国語と英語）クラスを採用せず、すべての学生を混合している。学生のレベルに応じて、中国語、英語、数学の小さなクラスにのみ分けられる。
1年生と2年生は学校ベースのカリキュラムである。学生は、3年生からはHKDSEとIGCSEの統合カリキュラムから、独自の選択科目を学習可能になる。香港のカリキュラムに進んだ学生は、4年生から6年生までのHKDSEカリキュラムを利用できる。国際カリキュラムへの進学を許可された学生は、4年生では公開試験のためにIGCSEを続け、5年生ではGCE ASレベル、6年生ではGCE Aレベルを継続する。

### 外部コンテスト
学生は、学校間のコンテストへの参加を推奨されている。学生は、たとえば国際生物学オリンピックなど、さまざまな学問分野で毎年表彰され、中国語と英語の両方で、ディベートやクリエイティブライティングでも優れた成績を収めている。それらの中には優勝もある。
STEM分野では、STEMクラブメンバーがEIE Robotic Challenge Junior 2018：Flying Robotで入賞し、First Class AwardsおよびFlying Robot Award（Advanced Group）とAI Selfの最初の準優勝者を獲得した。香港理工大学の電子情報工学科が主催するEIE Robotics Challenge Junior 2019で、自動車運転のベストデザイン賞を受賞した。2019年10月、STEM Clubの生徒は、電磁気学の原理を使用してYMCAの曲を演奏できる楽器を作った。追加機能として、YMCAの手のジェスチャーを実行できるLEGOロボットを加えた。香港中文大学と香港技術教育機構によるこのコンテストの音楽部門で、準優勝となった。

### 海外イベント
毎年6月下旬に、生徒は2010年から学校の充実週間に海外に行くことができます。学生は、サービスアウトリーチスキームまたはワークプレースメントに参加できます。海外への配置は、世界中のすべての都市の学校とキリスト教青年会センター間の接続によって促進されます。目的地には、中国、台湾、カンボジア、フィリピン、タイ王国、ベトナム、マレーシアが含まれます。
夏休みには学術旅行もあります。毎年、物理学を学ぶことが望ましい生徒は、香港直接助成制度学校評議会が主催するフューチャーパイロットトレーニングプログラムに参加するように選択できます。研修会場はオーストラリアのシドニー、バンクスタウン空港とニューサウスウェールズ大学のキャンパスです。学生は、航空理論、航空業界での安全性の問題とキャリア、航法と地図の読み取り、フライトシミュレーションセッション、6〜7時間の飛行体験、テモラ航空博物館へのクロスカントリーフライト、ボーイング737の紹介を学ぶことができます。
また、STEMクラブメンバーは、天文学プログラム： 台湾天文学旅行に参加するように選択できます。この旅行では、彼らは合歓山で天体観測に行き、鹿林天文台を訪れ、天文学者と話し、国立自然科学博物館を訪れる機会がありました。これ以外に、彼らはまた、清境農場、日月潭、高美湿地、東海大学を訪問することができました。これは、学生が天文学をよりよく理解するのに役立ちました。
7月下旬から8月上旬にかけてロンドンで開催されるロンドン国際青少年科学フォーラムに参加するために、科学を学ぶ上位の学生を選出することができます。
文化交流プログラムも毎年開催されています。目的地には仏山市、スペイン、フランスなどがあります。

### 教育チーム
学校には約100人の教員がいた。教師と生徒の比率は1:10であり、学校はこれにより試験結果が着実に向上していると主張しました。教員の40％以上が英国、米国、カナダ、オーストラリア、ニュージーランド、アイルランド島、日本、インドなど海外からのスタッフです。学校の教師は、ローカルおよび国際的なカリキュラムの両方が可能です。チームはICT企業と協力して、教育と学習を促進するVLEを発明しました。また、フルタイムの登録看護師、キャリアおよび高等教育カウンセラー、2人のフルタイムソーシャルワーカー、フルタイムの教育心理学者、フルタイムの司書などもいます。

## 学校の特徴

### 学生の構成
学校の約900人の学生のうち、73％は40を超える国や地域からの留学生です、米国を含む、アルゼンチン、オーストラリア、オーストリア、バングラデシュ、ブラジル、ベルギー、イギリス、カナダ、中国、クロアチア、デンマーク、ドミニカ共和国、赤道ギニア、フランス、グアテマラ、ドイツ、ガーナ、香港、ハンガリー、インド、インドネシア、アイルランド、イスラエル、イタリア、日本、ケニア、韓国、マレーシア、メキシコ、ナミビア、ネパール、オランダ、ニュージーランド、パキスタン、フィリピン、ポーランド、ロシア、セルビア、シンガポール、南アフリカ共和国、スリランカ、スウェーデン、スイス、台湾、タイ王国、トルコ、ウガンダ、ベトナム、ジンバブエ。
学生は上層階級の家族から来ました。彼らは主に香港国際空港の管理スタッフの子供であるだけでなく、大手銀行や領事の上級スタッフの子供でもあります。彼らは香港の永住者ではありません。学校は小さな国際連合と呼ばれています。実際、生徒たちはインターナショナル・スクール間コミュニティに参加しています。

### 学生団体
生徒会は、毎年2つ以上の生徒のキャビネットから選出されます。総長チームと学生大使は、教師によって厳格な指導者グループとして選ばれます。
ハウスシステムは4つのハウスで構成されます。チェンバーズハウスは、第一次世界大戦中のYMCA牧師としての貢献により、オズワルド・チェンバーズを記念して名付けられました。モリソンハウスとテイラーハウスは、キリスト教の振興への貢献と古代中国の人々への一般教育のためにそれぞれ貢献したロバート・モリソンとハドソン・テーラーを記念して名付けられました。ウィリアムズハウスは、ジョージ・ウィリアムズが1844年6月6日にキリスト教青年会の創設者として貢献したことを記念して名付けられました。
興味と文化のグループには、ボードゲームクラブ、ディベートチーム、クリエイティブメディアクラブ、ダンスチーム、ドラマクラブ、写真クラブ、手工芸クラブ、家政学クラブ、識字指導者および読書クラブ、およびSTEMクラブ。音楽グループには、アンサンブル、Beat Club、合唱団、およびオーケストラが含まれます。
サービスグループには、ケータリングチーム、クリスチャンフェローシップ、グリーンクラブ、スカウト、舞台監督、そして司書。

### スポーツで卓越
青衣運動場隔年でスポーツデーが開催されます。スイミングガラは毎年開催されます。
スポーツチームやクラブは、ほとんどの学校間競技でよく機能します。陸上競技、バドミントン、バスケットボール、チアリーディング、クリケット、ドッジボール、ドラゴンボート、フェンシング、サッカー、ハンドボール、ホッケー、ラグビー、水泳、卓球、テコンドー、テニス、バレーボールチーム。

### 生涯学習キャンプ
学校では、毎年秋に生徒がを他の学習体験に置き換えるために、2泊3日のライフワイドラーニングキャンプを開催しています。

## 公開イベント
2012年から毎年12月に学校の生徒と教師がインターナショナルファンフェアを開催し。訪問者は民族料理、バザール、ゲーム、学校での美術展を楽しむことができます。訪問者は、午後と夕方、世界中のさまざまな国の歌と踊りをフィーチャーしたタレントショーを楽しむこともできます。

## 国際的なつながり
学校は世界中のすべての都市からキリスト教青年会センターに接続しています。世界のさまざまなYMCAセンターが主催する多くの学校や組織が、学校に付き添って香港を訪れています。
学校には、Watoto Children's Choirなど、世界中の組織と多くのつながりがあります。これらのつながりは、学生に異なる学習機会を提供します。
留学生の数が多いため、学校は他の教育機関との協力を強化し、中国語を話さない学生にさらなる研究の機会を提供しています。

## 著名な卒業生
- イジー・ホセ：舞台芸術ドラマ俳優[196]
- 胡晉銘：香港のプロサッカー選手[196][197][198][199][200][201]
- アンドレア・マリア・ラグマン：プロのインドアホッケー選手。フィリピン代表チームのアスリート。 アンドレアは、2019年の東南アジア競技大会でフィリピンを代表する3回目の国際試合で銅メダルを獲得しました。フィリピンでのホッケーの最初のメダルの先駆的なチームです[169]。
- マーク・コーバーグ：香港チームのラグビー選手[196][202][203]
- ジョーダン・ジャービス：プロのサッカー選手[204][205]
- ナーマッカル・ラガヴェンドラン：Holloの共同創設者[196][206]
- ジャスミン・ケリー：音楽家[196][207][208][209][210]
- ステファン・アントニッチ：香港プレミアリーグの南区足球会のディフェンダーとして活躍する、セルビア系の部分的なインドネシアのプロサッカー選手[196][211]
- 利愛安：広告モデル、香港の女優、元ミス香港2021年の出場者[212][213][214]
- サベイ・ライナム：プロのラグビー選手[196][215]

## 交通手段
訪問者は、ランタオ島のさまざまな地区との間の新ランタオバスルート3M、11、23、34、および香港MTR東涌駅との間のルート37、37H、38X、39M、港珠澳大橋との間のルートB6、香港島との間のシティバスルートE11B、九龍との間のルートE21A、荃湾区との間のロングウィンバスルートE31、元朗区との間のルートE36A、香港国際空港との間のルートS65線など。
学校はオンデマンドで生徒にスクールバスサービスを提供します。過去のスクールバス路線は、青衣島、荃湾区、屯門区、九龍塘、天水囲、元朗区。